# Luka Horjak
Luka Horjak, slovenist in germanist * 27. september 1994, Ljubljana.

## Življenje in delo
Luka Horjak je med letoma 2001 in 2009 obiskoval osnovno šolo na Brdu pri Lukovici. Po osnovni šoli se je vpisal na tehniško gimnazijo na Vegovi Ljubljana, kjer je leta 2013 maturiral. Po maturi se je odločil za študij dvopredmetne slovenistike in nemcistike na Filozofski fakulteti Univerze v Ljubljani. Leta 2016 je na isti fakulteti tudi diplomiral, dve leti kasneje (2018) pa magistriral. Od novembra 2018 je zaposlen kot asistent za slovenski jezik na Oddelku za slovenistiko. Pod mentorstvom prof. dr. Hotimirja Tivadarja pripravlja doktorsko nalogo iz pravorečja. Na področju jezikoslovja je bil aktiven že v času študija. Svoje prispevke je predstavil na fonološki delavnici v Torontu in Ljubljani ter na 10. Škrabčevih dnevih v Novi Gorici. Kot študent je sodeloval pri organizaciji Seminarja slovenskega jezika, literature in kulture (2016–2018) ter simpozija Obdobja (2016–2017). Od področij ga zanimajo fonetika, fonologija, pravorečje in zgodovina jezika. V študijskem letu 2017/2018 je prejemal Štipendijo Škrabčeve ustanove.

## Izbrana bibliografija
- Problematika slovenske fonetične transkripcije: predlog nove različice mednarodne fonetične transkripcije za slovenščino: diplomsko delo. Lukovica: L. Horjak, 2016.
- Althochdeutsch als Silbensprache am Beispiel des Evangelienbuchs Otfrids von Weißenburg = Stara visoka nemščina kot zlogovni jezik na primeru dela Evangelienbuch Otfrida Weisenburškega: magistrsko delo. Ljubljana: L. Horjak, 2018.
- Slovenski polglasnik: sinhrona in diahrona primerjava: magistrsko delo. Ljubljana: L. Horjak, 2018.
- Izgovor slovenskih besed v nemških pravorečnih slovarjih. V: Škrabčevi dnevi 10. Ur. Helena Dobrovoljc /Aleksandra Bizjak Končan. Nova Gorica: Založba Univerze v Novi Gorici. 76–88, 2018.
- Phraseme und ihre Vernetzungen im Text. V: VALENČIČ ARH, Urška (Ur.). SKOZI OČI FRAZEOLOGIJE – Zbornik študentskih strokovnih besedil s področja frazeologije. Ljubljana: Znanstvena založba Filozofske fakultete. 39–44, 2018.